# Gioielli della Corona inglese

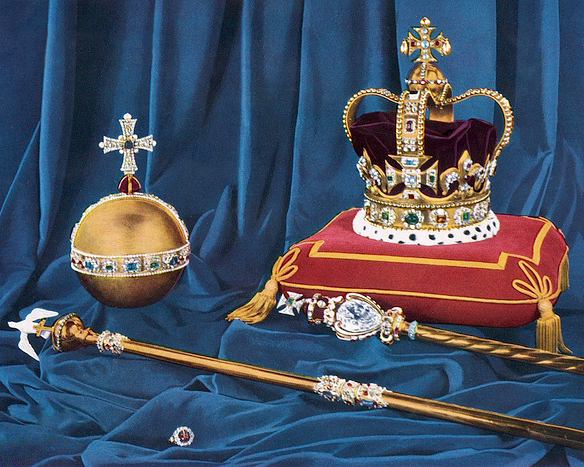
Parte dei Gioielli della Corona Britannica in una foto del 1952.

I gioielli della Corona inglese sono costituiti dalle regalie e dagli oggetti portati dal sovrano o indossati durante la cerimonia dell'incoronazione o durante altre cerimonie di Stato. Il termine collettivo raggruppa i seguenti generi di oggetti: corone, scettri, globi, spade, anelli e una serie di paramenti sacri, oltre a moltissimi oggetti cerimoniali.
Molti di questi risalgono a epoche precedenti la riforma protestante e come tali hanno una connotazione religiosa e sacrale impostata su una simbologia cattolica. Ad esempio, le vesti tipiche del monarca all'incoronazione comprendono una dalmatica bianca simile a quella indossata dal diacono nella liturgia cattolica.

## Storia

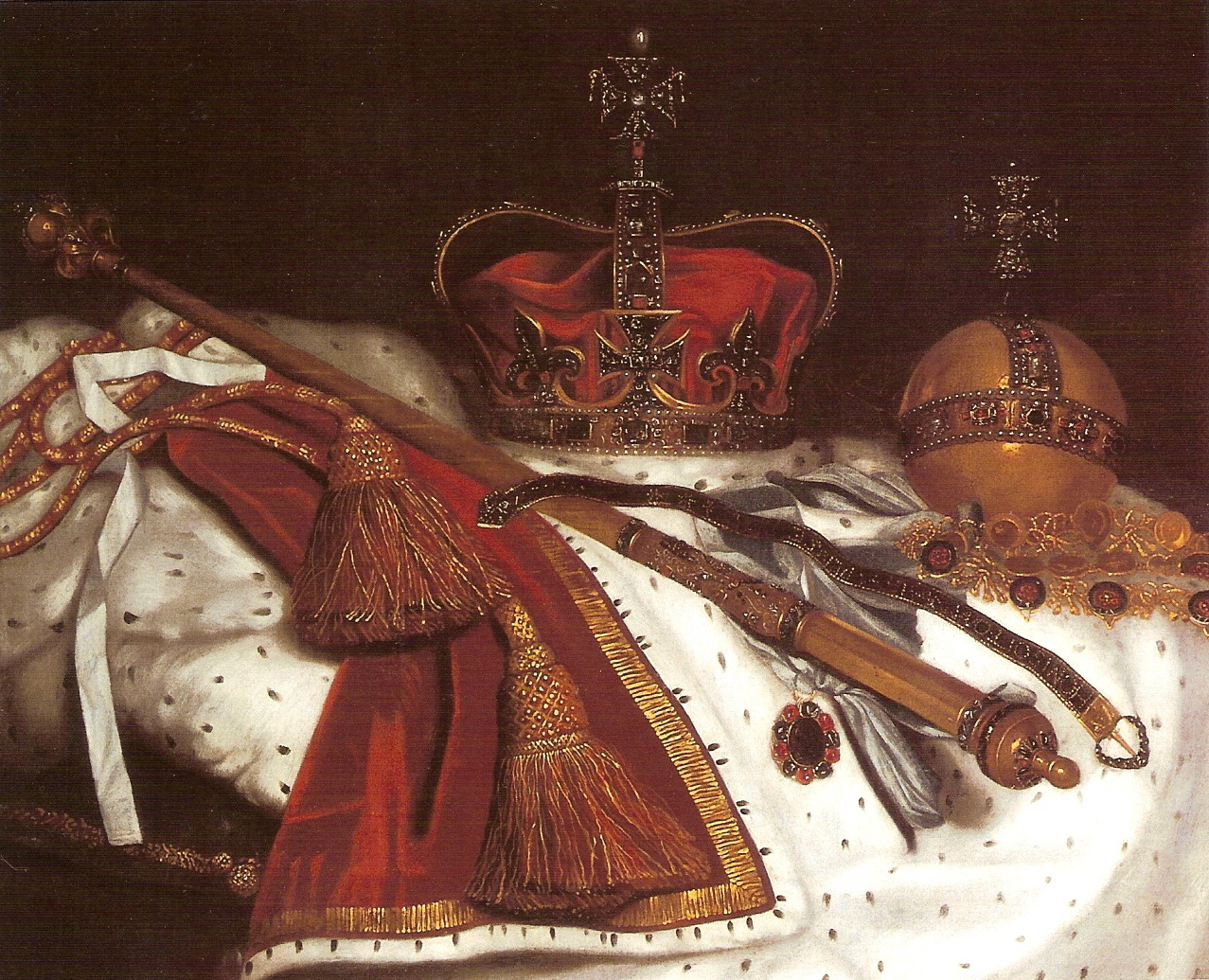
Le insegne della monarchia inglese raffigurate in un dipinto del 1649

I primi gioielli della Corona inglese sono databili al periodo anglosassone. Secondo Ruggero di Wendover furono perduti da re Giovanni Senzaterra l'11 ottobre 1216, otto giorni prima della sua morte, mentre attraversava l'estuario del The Wash. A parziale conferma, Matteo Paris riporta che il giovane Enrico III d'Inghilterra fu cinto sul capo da un semplice cerchio d'oro alla sua incoronazione quello stesso anno a Gloucester. Tuttavia, a causa delle palesi contraddizioni del racconto di Wendover non è chiaro se i gioielli fossero davvero all'interno della salmeria del re perduta tra le correnti e le sabbie mobili dell'estuario.
Storici moderni ipotizzano che nell'occasione il re abbia perso solo un paio di cavalli da soma e che i gioielli al più furono depredati qualche giorno dopo con la morte del re. In ogni caso, dei regalia in possesso di re Giovanni ben poco rimane nell'inventario effettuato da re Enrico III nel 1220 e, tra questi, nulla rimaneva dei gioielli imperiali di Matilde d'Inghilterra.
I nuovi gioielli furono assemblati nel 1284, unendo i tesori di Llywelyn, ultimo principe del Galles. Nel 1303 questi beni furono rubati dall'abbazia di Westminster dove erano custoditi, ma alcuni di essi furono recuperati giorni dopo nella bottega di un gioielliere di Londra, con serie conseguenze per il proprietario dell'esercizio commerciale. Dal 1303 i gioielli furono custoditi nella Torre di Londra, che da allora divenne la sede destinata alla custodia delle regalie inglesi.
Oliver Cromwell riuscì a fondere molti degli oggetti regali del suo tempo durante la costituzione del suo regime repubblicano a partire dal 1649. Con la restaurazione di Carlo II d'Inghilterra nel 1660, molti di questi oggetti vennero nuovamente fatti realizzare. Malgrado i tentativi di recuperare alcuni degli oggetti andati perduti, tutto ciò che si riuscì a trovare furono i lingotti d'oro ricavati dalla fusione delle antiche corone, oggetti sacri e alcune pietre. Rimasero miracolosamente intatte tre spade e un cucchiaio cerimoniale. Alcuni dei pezzi poterono essere ritrovati solo elencati nell'inventario dei beni della corona inglese, redatto da Cromwell nel 1649.
Tra i gioielli andati perduti ricordiamo:
La corona imperiale di oro massiccio, pesante 7 libbre e 6 once, valutata 1110 sterline. La corona d'oro massiccio della regina, pesante 3 libbre e 10 once, valutata 338 sterline, 3 scellini e 4 denari. Una piccola corona in oro valutata 78 sterline 16 soldi e 8 denari. Diamanti, rubini, zaffiri per un valore di circa 355 sterline. Per ordine del parlamento, le corone sopramenzionate furono prelevate dalla loro sede e rotte in ogni loro parte o disfatte.
Altri oggetti andati perduti si trovavano anche nel Palazzo di Whitehall:
La corona della regina Edith, formalmente dichiarata d'oro massiccio ma in realtà d'argento dorato, arricchita da lavorazioni, perle, zaffiri e altre pietre preziose, pesante 50 once e mezza, valutata 16 sterline. La corona del re Alfredo d'oro e pietre preziose, oltre a due campane cerimoniali di piccola dimensione, del peso complessivo di 79 once e mezza, valutate 248 sterline e 10 scellini.
Nel diario di Sir Henry Spelman, un parlamentare dell'epoca, si dice di quest'ultima corona che "essa era un lavoro di fattura molto antica, adorna di fiori e pietre in alcuni punti e liscia in altri". Egli inoltre aggiunge che nel luogo ove la corona era custodita stava apposta la seguente epigrafe in latino:
Haec est principalior corona cum qua coronabantur reges Aelfredus, Edwardus
La corona, attribuita al tempo ad Alfredo il Grande, fu fusa e questo stesso metallo si ritiene sia stato utilizzato per la costruzione della corona di sant'Edoardo nel 1661, utilizzata nelle moderne cerimonie d'incoronazione dei monarchi inglesi. Curiosamente, della corona di Llywelyn - la quale si sa che entrò a far parte dei gioielli della corona inglesi a partire dal 1285 - non vi è menzione.

## Corone
La collezione dei gioielli della Corona comprende diverse corone, alcune delle quali vengono utilizzate da tutti i sovrani, mentre altre sono state utilizzate unicamente da uno o pochi sovrani o dai loro consorti.

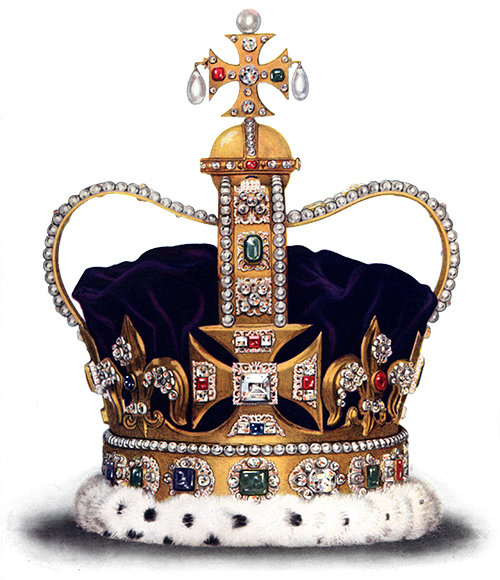
Corona di sant'Edoardo

- La corona di Sant'Edoardo, risalente al 1661. Realizzata in oro, il suo disegno rappresenta quattro croci patenti e gigli, con due archi incrociati superiormente. Sormontante il tutto si trova un globo con una croce patente. La corona include 444 pietre preziose. Essa è attualmente utilizzata durante le cerimonie d'incoronazione dei monarchi inglesi, anche se questi diverse volte si lamentarono del suo eccessivo peso e della scomodità nell'indossarla.

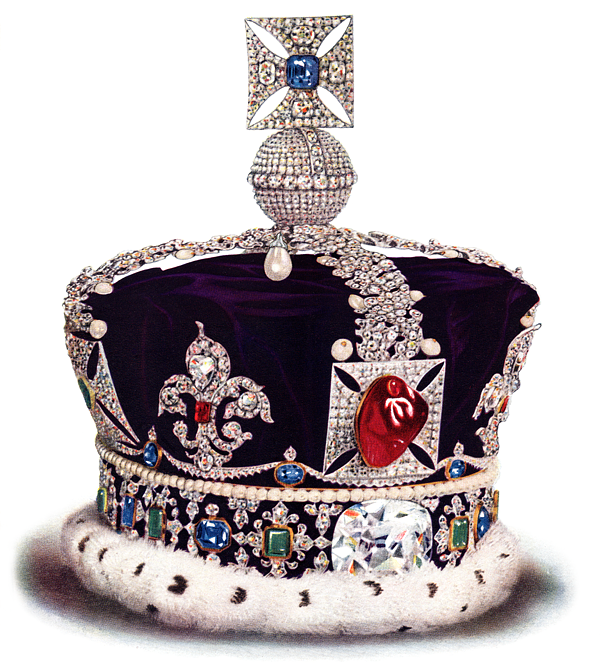
La Corona Imperiale di Stato nel suo aspetto attuale.

- La Corona Imperiale di Stato, realizzata nel 1937 da Giorgio VI del Regno Unito sulle forme simili della precedente corona fatta realizzare nel 1838 dalla regina Vittoria. L'attuale corona è realizzata in oro e include quattro croci patenti e gigli, con due archi incrociati nella parte superiore. Include diverse pietre preziose: 2 868 diamanti, 273 perle, 17 zaffiri, 11 smeraldi e 5 rubini. Tra le pietre preziose presenti su questo serto si trova anche il rubino del Principe Nero e il diamante Cullinan. Due delle tre perle che si trovano sul fronte della corona erano già state indossate dalla regina Elisabetta I d'Inghilterra. Essa è attualmente utilizzata alla conclusione della cerimonia d'incoronazione, quando il monarca lascia incoronato l'abbazia di Westminster, e durante l'annuale discorso d'apertura del parlamento inglese.

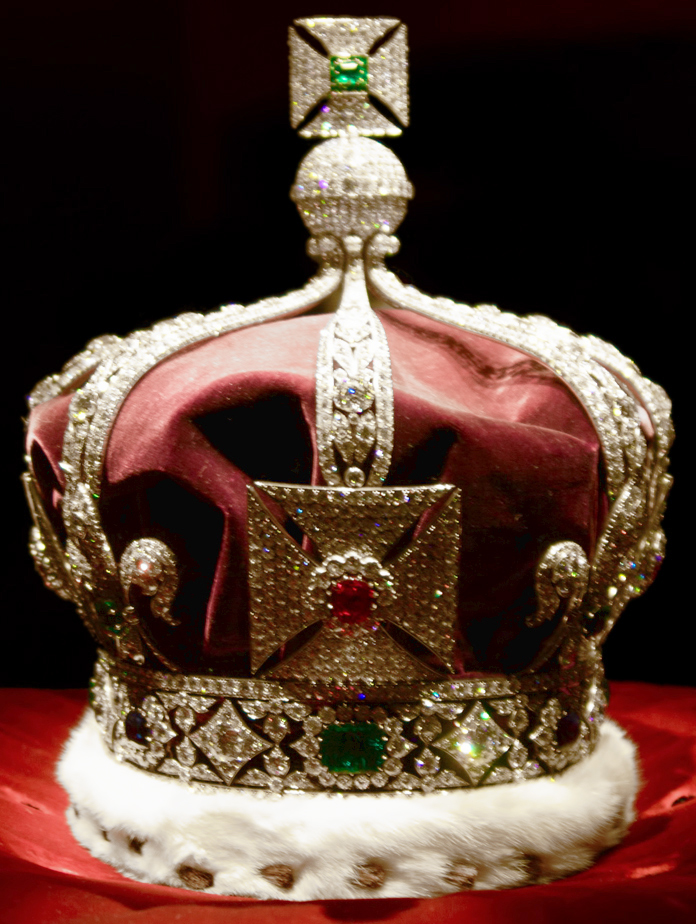
La Corona Imperiale d'India

- La Corona Imperiale d'India, realizzata quando Giorgio V del Regno Unito si recò in visita a Delhi come imperatore d'India. Per prevenire possibili furti, la legge inglese proibiva la rimozione dei gioielli della Corona inglese dalla madrepatria: per questa ragione fu realizzata una nuova corona da utilizzare e custodire esclusivamente in India, anche se essa non venne poi di fatto mai utilizzata e fu aggiunta al patrimonio di regalie inglesi.

Le regine consorti, mogli dei re inglesi, tradizionalmente indossavano la corona di Maria di Modena, moglie di Giacomo II d'Inghilterra. All'inizio del XIX secolo, questa piccola corona si trovava in un pessimo stato di conservazione e in sua sostituzione fu realizzata una nuova corona per ogni regina consorte. Nel 1831 la corona della regina Adelaide fu usata per l'incoronazione dell'omonima regina consorte. A sua volta, nel 1902 fu realizzata la corona della regina Alessandra, anch'essa sostituita, nel 1911, dalla corona della regina Maria, e ancora nel 1937 dalla corona della regina Elisabetta. Quest'ultima fu anche utilizzata nel 2002 durante i funerali della regina madre, quando essa fu posta sul feretro. Comunque, Camilla Shand, la moglie del re attuale Carlo III, fu coronata nel 2023 con la corona della regina Maria, a causa di controversie sulla possessione del diamante Koh-i-Noor.

## Globi e scettri
Due sono gli scettri che ufficialmente fanno parte dei gioielli della Corona inglese:
- Lo scettro di sant'Edoardo, realizzato nel 1661 e sormontato da una croce che nel 1910 fu ridisegnato per accogliere il Diamante Cullinan, di oltre 530 carati di peso. Durante le incoronazioni è tenuto con la mano destra dal monarca.
- Lo scettro con la colomba, realizzato anch'esso nel 1661 e sormontato da una colomba simboleggiante lo Spirito Santo, viene portato nella mano sinistra dai monarchi durante l'incoronazione.

Altrettanti sono i globi:
- Il globo del Sovrano, una tipologia di globo crucigero costruito nel 1661 per simboleggiare il ruolo del re come difensore della fede. Durante le incoronazioni è tenuto nella mano sinistra dal monarca.
- Il piccolo globo, realizzato nel 1669 per Maria II d'Inghilterra durante la sua incoronazione assieme a Guglielmo III.

## Spade
Cinque sono le spade di Stato presenti nei gioielli della corona inglesi.
- La spada ingioiellata d'offerta, realizzata sotto Giorgio IV del Regno Unito, reca i simboli del Regno Unito e attualmente risulta l'unica spada presentata al monarca durante la cerimonia d'incoronazione, mentre le altre stanno davanti al sovrano.
- La spada di Stato, la più grande spada della collezione, presentata dal lord gran ciambellano all'incoronazione e usata durante le sedute d'apertura annuali del parlamento. È tenuta, con punto all'alto, dal lord presidente del Consiglio durante la maggior parte della cerimonia d'incoronazione.
- Le altre tre spade utilizzate sono la spada della Giustizia spirituale, la spada della Giustizia temporale e la spada della Clemenza.

## Altri oggetti
Tra gli altri oggetti presenti nella collezione si ricorda l'anello realizzato per l'incoronazione di Guglielmo IV del Regno Unito nel 1831. Precedentemente ciascun monarca riceveva un nuovo anello a simboleggiare il proprio "matrimonio" con la nazione, anche se dal 1831 fu sempre utilizzato questo anello.
Quando il sovrano viene unto dall'arcivescovo di Canterbury con l’olio sacro, l'operazione avviene per mezzo di un'ampolla con un cucchiaio. L'ampolla è costituita da un vascello d'oro a forma d'aquila e il cucchiaio è di argento dorato con perle. Il cucchiaio fu acquistato da Clement Kynnersley per sedici scellini quando Cromwell ordinò la distruzione delle regalie inglesi; il cucchiaio risale probabilmente al XIII secolo ed è uno degli oggetti più antichi della collezione.
Le armillidi sono braccialetti d'oro che la tradizione vuole siano simbolo di sincerità e purezza. Un nuovo set di armillidi fu utilizzato dalla regina Elisabetta II durante la sua incoronazione nel 1953 a rappresentare i maggiori paesi del Commonwealth.

## La Torre di Londra

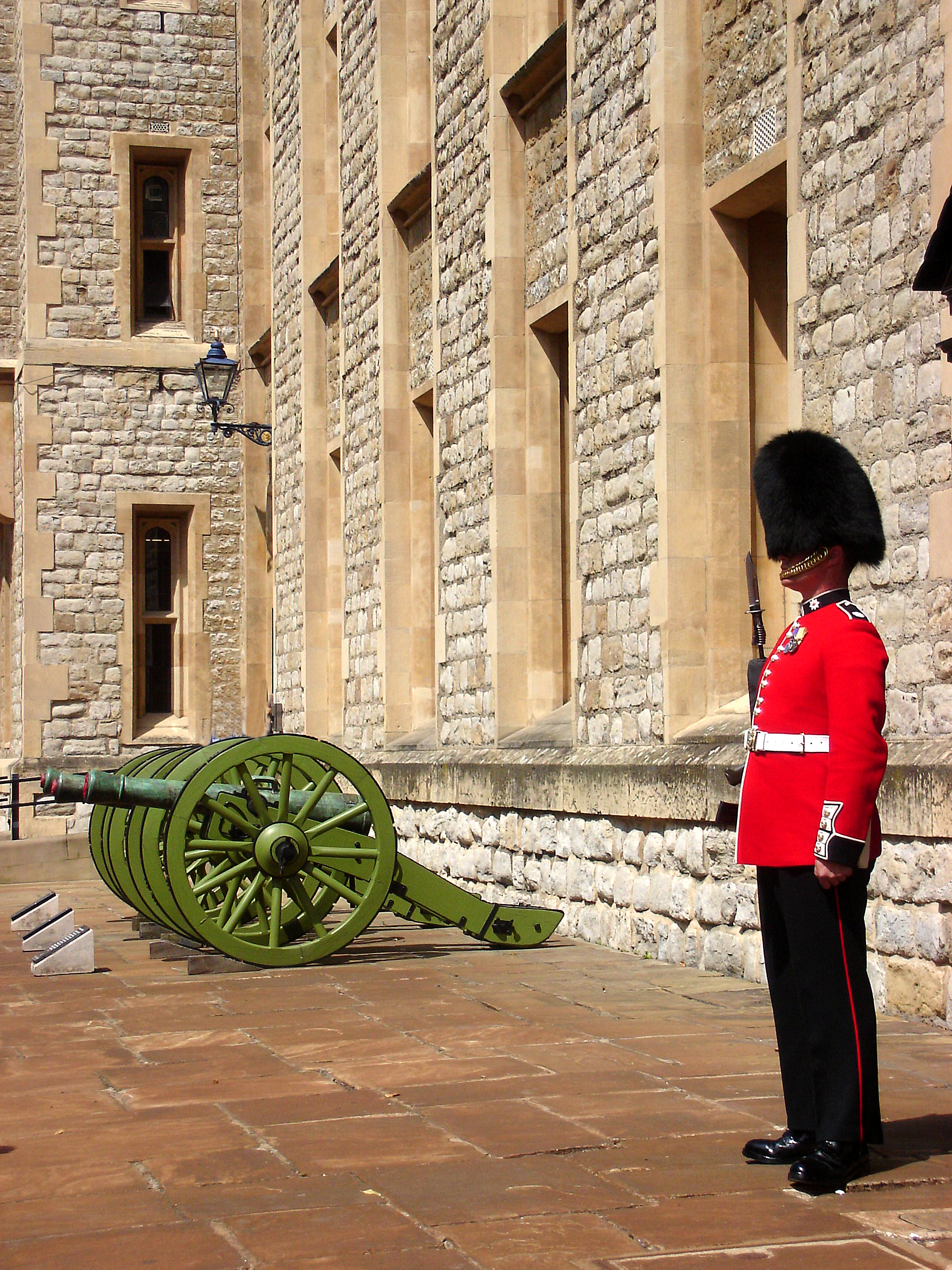
Una Coldstream Guard fuori dalla Jewel House nel complesso della Torre di Londra.

I gioielli della Corona venivano tenuti tradizionalmente nella Torre di Londra dal 1303, dopo che essi erano stati rubati dall'abbazia di Westminster. Dopo l'incoronazione di Carlo II, essi vennero definitivamente collocati al sicuro nella Torre di Londra dietro apposita gabbia di protezione e potevano essere visitati dal pubblico dietro pagamento di una tassa al guardiano della torre. Ad ogni modo, questa tradizione ebbe termine quando il colonnello Thomas Blood tentò di rubare i gioielli della Corona dopo aver imbavagliato e picchiato il custode. Successivamente, i gioielli vennero rinchiusi in una parte della torre, la cosiddetta Jewel House, dove guardie armate sono ancora oggi disposte a difesa.

## Gioiellieri della Corona
Nel 1843 la regina Vittoria del Regno Unito nominò la ditta Garrard & Co, col ruolo di gioiellieri della Corona, con l'incarico di produrre i pezzi d'oro e d'argento a disposizione dei servizi della famiglia reale, nonché con l'obbligo di occuparsi del restauro e del mantenimento dei gioielli della Corona. Questa ditta realizzò, tra gli altri, anche la corona imperiale d'India, nonché il taglio del famoso Koh-i-Noor.